# Copa Sudamericana 2017
La Copa Sudamericana 2017, denominada oficialmente Copa Conmebol Sudamericana 2017, fue la decimosexta edición del torneo organizado por la Confederación Sudamericana de Fútbol, en la que participaron equipos de diez países: Argentina, Bolivia, Brasil, Chile, Colombia, Ecuador, Paraguay, Perú, Uruguay y Venezuela.
El 2 de octubre de 2016, se dio a conocer el nuevo formato, con la disputa de febrero a diciembre y con la norma de que un mismo equipo no podrá clasificar a la Copa Libertadores y la Copa Sudamericana del mismo año. Además, habrá transferencia de clubes eliminados de la Copa Libertadores a la Copa Sudamericana, se mantendrá la final a ida y vuelta y se suprimirán los cruces regionales.
El sorteo de la primera fase se realizó el martes 31 de enero de 2017 en la sede de la Conmebol situada en Luque, Paraguay.
El campeón fue Independiente de Argentina que venció en la final a Flamengo de Brasil con un resultado global de 3-2, obteniendo así su segundo título en la competición. Por ello, ganó el derecho a disputar la Recopa Sudamericana 2018 contra Grêmio, campeón de la Copa Libertadores 2017, y la Copa Suruga Bank 2018 contra Cerezo Osaka de Japón, ganador de la Copa J. League 2017. Además, clasificó de manera directa a la fase de grupos de la Copa Libertadores 2018.

## Nuevo formato del torneo
La Conmebol ratificó en diciembre de 2016 el nuevo formato de la Copa:
|                            |                            | Equipos que entran en esta fase | Equipos que provienen de la fase anterior    |
| -------------------------- | -------------------------- | --- | -------------------------------------------- |
| Primera fase (44 equipos)  | Primera fase (44 equipos)  | - 22 equipos clasificados de la Zona Norte: - 6 equipos de Brasil y 4 equipos de Colombia, Ecuador, Perú y Venezuela - 22 equipos clasificados de la Zona Sur: - 6 equipos de Argentina y 4 equipos de Chile, Bolivia, Paraguay y Uruguay |                                              |
| Segunda fase (32 equipos)  | Segunda fase (32 equipos)  | - 8 terceros puestos de la fase de grupos de la Copa Libertadores - 2 mejores perdedores de la fase 3 de la Copa Libertadores | - 22 equipos clasificados de la Primera fase |
| Fases finales (16 equipos) | Fases finales (16 equipos) | | - 16 equipos clasificados de la Segunda fase |

Primera fase
La disputaron 44 equipos en partidos de ida y vuelta, sin la división de ediciones anteriores. Para evitar que se enfrentaran equipos del mismo país se agruparon en zona geográficas, Norte y Sur, de 22 participantes cada una, y se enfrentó a uno de un grupo con uno del otro. Los equipos se distribuyeron de la siguiente forma:
- Zona Norte:
  - 6 equipos de Brasil.
  - 4 equipos de Colombia, Ecuador, Perú y Venezuela.

- Zona Sur:
  - 6 equipos de Argentina.
  - 4 equipos de Bolivia, Chile, Paraguay y Uruguay.

Se formaron 22 llaves que se jugaron en partidos de ida y vuelta y clasificaron a los ganadores a la siguiente fase.
Segunda fase
En esta etapa participarán los 22 equipos clasificados en la Primera fase y los 10 transferidos de la Copa Libertadores 2017, que son:
- Los 2 mejores perdedores de la fase 3.
- Los 8 equipos que ocuparon el tercer puesto en la tabla final de posiciones de cada grupo.

Se formaron 16 llaves, cuyos ganadores pasarán a la primera etapa de las fases finales.
Fases finales
Los 16 participantes se eliminarán sucesivamente en los Octavos y Cuartos de final, Semifinales y Final. El ganador se coronará campeón.

### Resumen de plazas por país
| País                                 | Cupos | Segunda fase | Primera fase |
| ------------------------------------ | ----- | ------------ | ------------ |
| Argentina                            | 6     | -            | 6            |
| Brasil                               | 6     | –            | 6            |
| Bolivia                              | 4     | –            | 4            |
| Chile                                | 4     | -            | 4            |
| Colombia                             | 4     | -            | 4            |
| Ecuador                              | 4     | –            | 4            |
| Paraguay                             | 4     | –            | 4            |
| Perú                                 | 4     | –            | 4            |
| Uruguay                              | 4     | -            | 4            |
| Venezuela                            | 4     | –            | 4            |
| Fase anterior                        | –     | 22           | –            |
| Transferidos de la Copa Libertadores | 10    | 10           | –            |
| Total                                | 54    | 32           | 44           |

## Equipos participantes
| País              | Equipo                                                                               | Vía de clasificación |
| ----------------- | ------------------------------------------------------------------------------------ | --- |
| Argentina 6 cupos | Independiente Arsenal Defensa y Justicia Huracán Gimnasia y Esgrima (LP) Racing Club | 6.º puesto de la Tabla general del Campeonato de Primera División 2016 7.º puesto de la Tabla general del Campeonato de Primera División 2016 8.º puesto de la Tabla general del Campeonato de Primera División 2016 9.º puesto de la Tabla general del Campeonato de Primera División 2016 10.º puesto de la Tabla general del Campeonato de Primera División 2016 11.º puesto de la Tabla general del Campeonato de Primera División 2016 |
| Bolivia 4 cupos   | Bolívar Oriente Petrolero Nacional Potosí Petrolero                                  | 5.º puesto de la Tabla acumulada del Campeonato de Primera División 2015-16 6.º puesto de la Tabla acumulada del Campeonato de Primera División 2015-16 7.º puesto de la Tabla acumulada del Campeonato de Primera División 2015-16 8.º puesto de la Tabla acumulada del Campeonato de Primera División 2015-16 |
| Brasil 6 cupos    | Corinthians Ponte Preta São Paulo Cruzeiro Fluminense Sport Recife                   | 7.º puesto del Campeonato Brasileño Serie A 2016 8.º puesto del Campeonato Brasileño Serie A 2016 10.º puesto del Campeonato Brasileño Serie A 2016 12.º puesto del Campeonato Brasileño Serie A 2016 13.° puesto del Campeonato Brasileño Serie A 2016 14.° puesto del Campeonato Brasileño Serie A 2016 |
| Chile 4 cupos     | O'Higgins Palestino Universidad de Chile Everton                                     | Perdedor de la Definición Pre-Libertadores 2016 6.º puesto del Torneo Apertura 2016-17 7.º puesto del Torneo Apertura 2016-17 Subcampeón de la Copa Chile 2016 |
| Colombia 4 cupos  | Deportes Tolima Deportivo Cali Patriotas Rionegro Águilas                            | Mejor ubicado de la Copa Colombia 2016 no clasificado 6.º puesto de la Tabla de reclasificación de la Categoría Primera A 2016 7.º puesto de la Tabla de reclasificación de la Categoría Primera A 2016 9.º puesto de la Tabla de reclasificación de la Categoría Primera A 2016 |
| Ecuador 4 cupos   | Liga de Quito Deportivo Cuenca Universidad Católica Fuerza Amarilla                  | 5.° puesto de la Tabla acumulada del Campeonato Ecuatoriano Serie A 2016 6.° puesto de la Tabla acumulada del Campeonato Ecuatoriano Serie A 2016 7.° puesto de la Tabla acumulada del Campeonato Ecuatoriano Serie A 2016 8.° puesto de la Tabla acumulada del Campeonato Ecuatoriano Serie A 2016 |
| Paraguay 4 cupos  | Cerro Porteño Sol de América Nacional Sportivo Luqueño                               | 5.° puesto de la Tabla acumulada del Campeonato de Primera División 2016 6.° puesto de la Tabla acumulada del Campeonato de Primera División 2016 7.° puesto de la Tabla acumulada del Campeonato de Primera División 2016 8.° puesto de la Tabla acumulada del Campeonato de Primera División 2016 |
| Perú 4 cupos      | Alianza Lima Comerciantes Unidos Sport Huancayo Juan Aurich                          | 5.° puesto de la Tabla acumulada del Campeonato Descentralizado 2016 6.º puesto de la Tabla acumulada del Campeonato Descentralizado 2016 7.º puesto de la Tabla acumulada del Campeonato Descentralizado 2016 8.º puesto de la Tabla acumulada del Campeonato Descentralizado 2016 |
| Uruguay 4 cupos   | Danubio Defensor Sporting Liverpool Boston River                                     | 3.º puesto del Campeonato Uruguayo de transición 2016 4.º puesto del Campeonato Uruguayo de transición 2016 5.º puesto del Campeonato Uruguayo de transición 2016 6.º puesto del Campeonato Uruguayo de transición 2016 |
| Venezuela 4 cupos | Estudiantes de Caracas Atlético Venezuela Caracas Deportivo Anzoátegui               | Subcampeón de la Copa Venezuela 2016 Mejor ubicado del Torneo Clausura 2016 no clasificado 4.° puesto de la Tabla acumulada de la Primera División 2016 5.° puesto de la Tabla acumulada de la Primera División 2016 |

### Equipos transferidos de la Copa Libertadores
| Fase                        | Equipo | Vía de clasificación |
| --------------------------- | --- | --- |
| Fase de grupos 8 cupos      | Estudiantes Santa Fe Independiente Medellín Flamengo Atlético Tucumán Libertad Chapecoense Deportes Iquique | 3.° puesto del Grupo 1 de la Copa Libertadores 2017 3.° puesto del Grupo 2 de la Copa Libertadores 2017 3.° puesto del Grupo 3 de la Copa Libertadores 2017 3.° puesto del Grupo 4 de la Copa Libertadores 2017 3.° puesto del Grupo 5 de la Copa Libertadores 2017 3.° puesto del Grupo 6 de la Copa Libertadores 2017 3.° puesto del Grupo 7 de la Copa Libertadores 2017 3.° puesto del Grupo 8 de la Copa Libertadores 2017 |
| Fase clasificatoria 2 cupos | Olimpia Junior                                                                                              | 1.° puesto entre los eliminados de la Fase 3 de la Copa Libertadores 2017 2.° puesto entre los eliminados de la Fase 3 de la Copa Libertadores 2017 |

### Distribución geográfica de los equipos
Distribución geográfica de las sedes de los equipos participantes:
1. 1 2 3 4 5 6 7 8 9 10  Equipos transferidos de la Copa Libertadores 2017.

## Sorteo

### Primera fase
El sorteo de la Primera fase se llevó a cabo el 31 de enero de 2017 en Luque, Gran Asunción, Paraguay. Se dividió a todos los clubes clasificados en dos bombos, según su ubicación geográfica, en norte y sur, emparejando en cada enfrentamiento a uno de cada región frente a uno de la otra.
| Bombo 1 (Zona Sur) | Bombo 2 (Zona Norte) |
| --- | --- |
| - Arsenal - Defensa y Justicia - Gimnasia y Esgrima (LP) - Huracán - Independiente - Racing Club - Bolívar - Nacional Potosí - Oriente Petrolero - Petrolero - Everton - O'Higgins - Palestino - Universidad de Chile - Cerro Porteño - Nacional - Sol de América - Sportivo Luqueño - Boston River - Danubio - Defensor Sporting - Liverpool | - Corinthians - Cruzeiro - Fluminense - Ponte Preta - São Paulo - Sport Recife - Deportes Tolima - Deportivo Cali - Patriotas - Rionegro Águilas - Deportivo Cuenca - Fuerza Amarilla - Liga de Quito - Universidad Católica - Alianza Lima - Comerciantes Unidos - Juan Aurich - Sport Huancayo - Atlético Venezuela - Caracas - Deportivo Anzoátegui - Estudiantes de Caracas |

### Segunda fase
El sorteo de la segunda fase se realizó el 14 de junio. Se colocó a los equipos en dos bombos, en el 1 fueron ubicados los diez que provienen de la Copa Libertadores 2017, más los seis equipos con mejor desempeño de la primera fase; mientras que en el bombo 2 se ubicaron los dieciséis equipos restantes clasificados en la primera fase. Se extrajeron primero los del bolillero 2 y se fueron ubicando en el primer lugar de cada llave, denominadas O1 al O16. Luego se completaron los emparejamientos con los equipos del primer bolillero, los que serán locales en el partido de vuelta.
Luego, los equipos ganadores serán numerados del 1 al 16, según el orden de las llaves de octavos, enfrentándose en forma predeterminada los mejor con los peor ubicados (O1 vs. O16, O2 vs. O15 y así sucesivamente). En los cruces posteriores ejercerá la localía en el desquite aquel que tenga menor número de orden.
| Bombo 1 | Bombo 2 |
| --- | --- |
| - Arsenal - Atlético Tucumán - Estudiantes (LP) - Chapecoense - Corinthians - Flamengo - Deportes Iquique - Independiente Medellín - Junior - Santa Fe - Liga de Quito - Universidad Católica - Libertad - Olimpia - Sol de América - Boston River | - Defensa y Justicia - Huracán - Independiente - Racing Club - Bolívar - Nacional Potosí - Oriente Petrolero - Fluminense - Ponte Preta - Sport Recife - Palestino - Deportivo Cali - Patriotas - Fuerza Amarilla - Cerro Porteño - Nacional |

## Primera fase
| Fechas                     | Local en la ida         | Global       | Local en la vuelta          | Ida | Vuelta |
| -------------------------- | ----------------------- | ------------ | --------------------------- | --- | ------ |
| 1 de marzo y 9 de mayo     | Nacional Potosí         | 4:3          | Sport Huancayo              | 3:1 | 1:2    |
| 28 de febrero y 9 de mayo  | (v.) Deportivo Cali     | 2:2          | Sportivo Luqueño            | 1:0 | 1:2    |
| 4 de abril y 30 de mayo    | Petrolero               | 1:6          | Universidad Católica        | 1:3 | 0:3    |
| 28 de febrero y 30 de mayo | Liga de Quito           | 4:3          | Defensor Sporting           | 2:2 | 2:1    |
| 5 de abril y 30 de mayo    | Everton                 | 1:1 (3:4 p.) | Patriotas                   | 1:0 | 0:1    |
| 6 de abril y 31 de mayo    | Estudiantes de Caracas  | 3:10         | Sol de América              | 2:3 | 1:7    |
| 2 de marzo y 11 de mayo    | Cerro Porteño           | 3:2          | Caracas                     | 1:1 | 2:1    |
| 1 de marzo y 31 de mayo    | Deportivo Anzoátegui    | 3:4          | Huracán                     | 3:0 | 0:4    |
| 6 de abril y 1 de junio    | Oriente Petrolero       | 2:2 (8:7 p.) | Deportivo Cuenca            | 1:1 | 1:1    |
| 5 de abril y 10 de mayo    | Corinthians             | 4:1          | Universidad de Chile        | 2:0 | 2:1    |
| 4 de abril y 31 de mayo    | Independiente           | 1:0          | Alianza Lima                | 0:0 | 1:0    |
| 5 de abril y 9 de mayo     | (v.) Ponte Preta        | 1:1          | Gimnasia y Esgrima La Plata | 0:0 | 1:1    |
| 28 de febrero y 1 de junio | Boston River            | 4:2          | Comerciantes Unidos         | 3:1 | 1:1    |
| 2 de marzo y 11 de mayo    | Juan Aurich             | 1:8          | Arsenal                     | 0:2 | 1:6    |
| 28 de febrero y 31 de mayo | O'Higgins               | 1:2          | Fuerza Amarilla             | 1:0 | 0:2    |
| 2 de marzo y 1 de junio    | Deportes Tolima         | 2:2          | Bolívar (v.)                | 2:1 | 0:1    |
| 1 de marzo y 10 de mayo    | Palestino               | 1:1 (7:6 p.) | Atlético Venezuela          | 0:1 | 1:0    |
| 6 de abril y 11 de mayo    | Sport Recife            | 3:3 (4:2 p.) | Danubio                     | 3:0 | 0:3    |
| 1 de marzo y 1 de junio    | Racing Club             | 2:1          | Rionegro Águilas            | 1:0 | 1:1    |
| 4 de abril y 10 de mayo    | Cruzeiro                | 3:3 (2:3 p.) | Nacional                    | 2:1 | 1:2    |
| 5 de abril y 11 de mayo    | (v.) Defensa y Justicia | 1:1          | São Paulo                   | 0:0 | 1:1    |
| 5 de abril y 10 de mayo    | Fluminense              | 2:1          | Liverpool                   | 2:0 | 0:1    |

## Segunda fase
| Fechas                    | Local en la ida    | Global       | Local en la vuelta     | Ida | Vuelta | Llave     |
| ------------------------- | ------------------ | ------------ | ---------------------- | --- | ------ | --------- |
| 29 de junio y 27 de julio | Racing Club        | 6:3          | Independiente Medellín | 3:1 | 3:2    | Octavo 1  |
| 13 de julio y 3 de agosto | Deportivo Cali     | 2:2 (2:3 p.) | Junior                 | 1:1 | 1:1    | Octavo 2  |
| 5 de julio y 9 de agosto  | Palestino          | 2:10         | Flamengo               | 2:5 | 0:5    | Octavo 3  |
| 13 de julio y 3 de agosto | Nacional Potosí    | 0:3          | Estudiantes (LP)       | 0:1 | 0:2    | Octavo 4  |
| 12 de julio y 2 de agosto | Independiente      | 6:3          | Deportes Iquique       | 4:2 | 2:1    | Octavo 5  |
| 12 de julio y 2 de agosto | Bolívar            | 1:1 (5:6 p.) | Liga de Quito          | 1:0 | 0:1    | Octavo 6  |
| 29 de junio y 26 de julio | Ponte Preta        | 4:1          | Sol de América         | 1:0 | 3:1    | Octavo 7  |
| 27 de junio y 25 de julio | Fuerza Amarilla    | 1:2          | Santa Fe               | 1:1 | 0:1    | Octavo 8  |
| 11 de julio y 1 de agosto | Huracán            | 1:7          | Libertad               | 1:5 | 0:2    | Octavo 9  |
| 6 y 27 de julio           | Sport Recife       | 3:2          | Arsenal                | 2:0 | 1:2    | Octavo 10 |
| 29 de junio y 26 de julio | Fluminense         | 6:1          | Universidad Católica   | 4:0 | 2:1    | Octavo 11 |
| 11 de julio y 1 de agosto | Oriente Petrolero  | 2:6          | Atlético Tucumán       | 2:3 | 0:3    | Octavo 12 |
| 12 de julio y 2 de agosto | (v.) Nacional      | 3:3          | Olimpia                | 1:1 | 2:2    | Octavo 13 |
| 28 de junio y 25 de julio | Defensa y Justicia | 1:1 (2:4 p.) | Chapecoense            | 1:0 | 0:1    | Octavo 14 |
| 11 y 26 de julio          | Cerro Porteño      | 6:2          | Boston River           | 2:1 | 4:1    | Octavo 15 |
| 28 de junio y 26 de julio | Patriotas          | 1:3          | Corinthians            | 1:1 | 0:2    | Octavo 16 |

## Fases finales
Las fases finales estuvieron compuestas por cuatro etapas: octavos de final, cuartos de final, semifinales y final. A los fines de establecer las llaves de los octavos de final, se tuvo en cuenta el cruce ganado por cada equipo en la segunda fase. De esa manera, el Octavo 1 enfrentó al Octavo 16, el 2 al 15, el 3 al 14, y así sucesivamente. Durante todo el desarrollo de las fases finales, el equipo que ostentara menor número de orden que su rival de turno ejerció la localía en el partido de vuelta. A partir de las semifinales, se utilizó el árbitro asistente de video (VAR).

### Cuadro de desarrollo
|  | Octavos de final                 | Octavos de final                 | Octavos de final                 | Octavos de final                 | Octavos de final                 |   |   | Cuartos de final                | Cuartos de final                | Cuartos de final                | Cuartos de final                | Cuartos de final                |  |   | Semifinales           | Semifinales           | Semifinales           | Semifinales           | Semifinales           |  |   | Final               | Final               | Final               | Final               | Final               |  |
|  | 22 de agosto al 21 de septiembre | 22 de agosto al 21 de septiembre | 22 de agosto al 21 de septiembre | 22 de agosto al 21 de septiembre | 22 de agosto al 21 de septiembre |   |   | 24 de octubre al 2 de noviembre | 24 de octubre al 2 de noviembre | 24 de octubre al 2 de noviembre | 24 de octubre al 2 de noviembre | 24 de octubre al 2 de noviembre |  |   | 21 al 30 de noviembre | 21 al 30 de noviembre | 21 al 30 de noviembre | 21 al 30 de noviembre | 21 al 30 de noviembre |  |   | 6 y 13 de diciembre | 6 y 13 de diciembre | 6 y 13 de diciembre | 6 y 13 de diciembre | 6 y 13 de diciembre |  |
|  |                                  |                                  |                                  |                                  |                                  |   |   |                                 |                                 |                                 |                                 |                                 |  |   |                       |                       |                       |                       |                       |  |   |                     |                     |                     |                     |                     |  |
|  |                                  |                                  |                                  |                                  |                                  |   |   |                                 |                                 |                                 |                                 |                                 |  |   |                       |                       |                       |                       |                       |  |   |                     |                     |                     |                     |                     |  |
|  | 1                                | Racing Club (v)                  | 1                                | 0                                | 1                                |   |   |                                 |                                 |                                 |                                 |                                 |  |   |                       |                       |                       |                       |                       |  |   |                     |                     |                     |                     |                     |  |
|  | 1                                | Racing Club (v)                  | 1                                | 0                                | 1                                |   |   |                                 |                                 |                                 |                                 |                                 |  |   |                       |                       |                       |                       |                       |  |   |                     |                     |                     |                     |                     |  |
|  | 16                               | Corinthians                      | 1                                | 0                                | 1                                |   |   |                                 |                                 |                                 |                                 |                                 |  |   |                       |                       |                       |                       |                       |  |   |                     |                     |                     |                     |                     |  |
|  | 16                               | Corinthians                      | 1                                | 0                                | 1                                |   | 1 | Racing Club                     | 0                               | 0                               | 0                               |                                 |  |   |                       |                       |                       |                       |                       |  |   |                     |                     |                     |                     |                     |  |
|  |                                  |                                  |                                  |                                  |                                  |   | 1 | Racing Club                     | 0                               | 0                               | 0                               |                                 |  |   |                       |                       |                       |                       |                       |  |   |                     |                     |                     |                     |                     |  |
|  |                                  |                                  | 9                                | Libertad                         | 1                                | 0 | 1 |                                 |                                 |                                 |                                 |                                 |  |   |                       |                       |                       |                       |                       |  |   |                     |                     |                     |                     |                     |  |
|  | 8                                | Santa Fe                         | 9                                | Libertad                         | 1                                | 0 | 1 | 0                               | 1                               | 1                               |                                 |                                 |  |   |                       |                       |                       |                       |                       |  |   |                     |                     |                     |                     |                     |  |
|  | 8                                | Santa Fe                         |                                  |                                  |                                  |   |   |                                 |                                 | 1                               |                                 |                                 |  |   |                       |                       |                       |                       |                       |  |   |                     |                     |                     |                     |                     |  |
|  | 9                                | Libertad                         | 1                                | 1                                | 2                                |   |   |                                 |                                 |                                 |                                 |                                 |  |   |                       |                       |                       |                       |                       |  |   |                     |                     |                     |                     |                     |  |
|  | 9                                | Libertad                         | 1                                | 1                                | 2                                |   |   |                                 |                                 |                                 |                                 |                                 |  | 9 | Libertad              | 1                     | 1                     | 2                     |                       |  |   |                     |                     |                     |                     |                     |  |
|  |                                  |                                  |                                  |                                  |                                  |   |   |                                 |                                 |                                 |                                 |                                 |  | 9 | Libertad              | 1                     | 1                     | 2                     |                       |  |   |                     |                     |                     |                     |                     |  |
|  |                                  |                                  | 5                                | Independiente                    | 0                                | 3 | 3 |                                 |                                 |                                 |                                 |                                 |  |   |                       |                       |                       |                       |                       |  |   |                     |                     |                     |                     |                     |  |
|  | 5                                | Independiente                    | 5                                | Independiente                    | 0                                | 3 | 3 | 0                               | 2                               | 2                               |                                 |                                 |  |   |                       |                       |                       |                       |                       |  |   |                     |                     |                     |                     |                     |  |
|  | 5                                | Independiente                    |                                  |                                  |                                  |   |   |                                 |                                 | 2                               |                                 |                                 |  |   |                       |                       |                       |                       |                       |  |   |                     |                     |                     |                     |                     |  |
|  | 12                               | Atlético Tucumán                 | 1                                | 0                                | 1                                |   |   |                                 |                                 |                                 |                                 |                                 |  |   |                       |                       |                       |                       |                       |  |   |                     |                     |                     |                     |                     |  |
|  | 12                               | Atlético Tucumán                 | 1                                | 0                                | 1                                |   | 5 | Independiente                   | 4                               | 2                               | 6                               |                                 |  |   |                       |                       |                       |                       |                       |  |   |                     |                     |                     |                     |                     |  |
|  |                                  |                                  |                                  |                                  |                                  |   | 5 | Independiente                   | 4                               | 2                               | 6                               |                                 |  |   |                       |                       |                       |                       |                       |  |   |                     |                     |                     |                     |                     |  |
|  |                                  |                                  | 13                               | Nacional                         | 1                                | 0 | 1 |                                 |                                 |                                 |                                 |                                 |  |   |                       |                       |                       |                       |                       |  |   |                     |                     |                     |                     |                     |  |
|  | 4                                | Estudiantes (LP)                 | 13                               | Nacional                         | 1                                | 0 | 1 | 0                               | 0                               | 0                               |                                 |                                 |  |   |                       |                       |                       |                       |                       |  |   |                     |                     |                     |                     |                     |  |
|  | 4                                | Estudiantes (LP)                 |                                  |                                  |                                  |   |   |                                 |                                 | 0                               |                                 |                                 |  |   |                       |                       |                       |                       |                       |  |   |                     |                     |                     |                     |                     |  |
|  | 13                               | Nacional                         | 1                                | 1                                | 2                                |   |   |                                 |                                 |                                 |                                 |                                 |  |   |                       |                       |                       |                       |                       |  |   |                     |                     |                     |                     |                     |  |
|  | 13                               | Nacional                         | 1                                | 1                                | 2                                |   |   |                                 |                                 |                                 |                                 |                                 |  |   |                       |                       |                       |                       |                       |  | 5 | Independiente       | 2                   | 1                   | 3                   |                     |  |
|  |                                  |                                  |                                  |                                  |                                  |   |   |                                 |                                 |                                 |                                 |                                 |  |   |                       |                       |                       |                       |                       |  | 5 | Independiente       | 2                   | 1                   | 3                   |                     |  |
|  |                                  |                                  | 3                                | Flamengo                         | 1                                | 1 | 2 |                                 |                                 |                                 |                                 |                                 |  |   |                       |                       |                       |                       |                       |  |   |                     |                     |                     |                     |                     |  |
|  | 2                                | Junior                           | 3                                | Flamengo                         | 1                                | 1 | 2 | 0                               | 3                               | 3                               |                                 |                                 |  |   |                       |                       |                       |                       |                       |  |   |                     |                     |                     |                     |                     |  |
|  | 2                                | Junior                           |                                  |                                  |                                  |   |   |                                 |                                 | 3                               |                                 |                                 |  |   |                       |                       |                       |                       |                       |  |   |                     |                     |                     |                     |                     |  |
|  | 15                               | Cerro Porteño                    | 0                                | 1                                | 1                                |   |   |                                 |                                 |                                 |                                 |                                 |  |   |                       |                       |                       |                       |                       |  |   |                     |                     |                     |                     |                     |  |
|  | 15                               | Cerro Porteño                    | 0                                | 1                                | 1                                |   | 2 | Junior                          | 2                               | 0                               | 2                               |                                 |  |   |                       |                       |                       |                       |                       |  |   |                     |                     |                     |                     |                     |  |
|  |                                  |                                  |                                  |                                  |                                  |   | 2 | Junior                          | 2                               | 0                               | 2                               |                                 |  |   |                       |                       |                       |                       |                       |  |   |                     |                     |                     |                     |                     |  |
|  |                                  |                                  | 10                               | Sport Recife                     | 0                                | 0 | 0 |                                 |                                 |                                 |                                 |                                 |  |   |                       |                       |                       |                       |                       |  |   |                     |                     |                     |                     |                     |  |
|  | 7                                | Ponte Preta                      | 10                               | Sport Recife                     | 0                                | 0 | 0 | 1                               | 1                               | 2                               |                                 |                                 |  |   |                       |                       |                       |                       |                       |  |   |                     |                     |                     |                     |                     |  |
|  | 7                                | Ponte Preta                      |                                  |                                  |                                  |   |   |                                 |                                 | 2                               |                                 |                                 |  |   |                       |                       |                       |                       |                       |  |   |                     |                     |                     |                     |                     |  |
|  | 10                               | Sport Recife                     | 3                                | 0                                | 3                                |   |   |                                 |                                 |                                 |                                 |                                 |  |   |                       |                       |                       |                       |                       |  |   |                     |                     |                     |                     |                     |  |
|  | 10                               | Sport Recife                     | 3                                | 0                                | 3                                |   |   |                                 |                                 |                                 |                                 |                                 |  | 2 | Junior                | 1                     | 0                     | 1                     |                       |  |   |                     |                     |                     |                     |                     |  |
|  |                                  |                                  |                                  |                                  |                                  |   |   |                                 |                                 |                                 |                                 |                                 |  | 2 | Junior                | 1                     | 0                     | 1                     |                       |  |   |                     |                     |                     |                     |                     |  |
|  |                                  |                                  | 3                                | Flamengo                         | 2                                | 2 | 4 |                                 |                                 |                                 |                                 |                                 |  |   |                       |                       |                       |                       |                       |  |   |                     |                     |                     |                     |                     |  |
|  | 3                                | Flamengo                         | 3                                | Flamengo                         | 2                                | 2 | 4 | 0                               | 4                               | 4                               |                                 |                                 |  |   |                       |                       |                       |                       |                       |  |   |                     |                     |                     |                     |                     |  |
|  | 3                                | Flamengo                         |                                  |                                  |                                  |   |   |                                 |                                 | 4                               |                                 |                                 |  |   |                       |                       |                       |                       |                       |  |   |                     |                     |                     |                     |                     |  |
|  | 14                               | Chapecoense                      | 0                                | 0                                | 0                                |   |   |                                 |                                 |                                 |                                 |                                 |  |   |                       |                       |                       |                       |                       |  |   |                     |                     |                     |                     |                     |  |
|  | 14                               | Chapecoense                      | 0                                | 0                                | 0                                |   | 3 | Flamengo                        | 1                               | 3                               | 4                               |                                 |  |   |                       |                       |                       |                       |                       |  |   |                     |                     |                     |                     |                     |  |
|  |                                  |                                  |                                  |                                  |                                  |   | 3 | Flamengo                        | 1                               | 3                               | 4                               |                                 |  |   |                       |                       |                       |                       |                       |  |   |                     |                     |                     |                     |                     |  |
|  |                                  |                                  | 11                               | Fluminense                       | 0                                | 3 | 3 |                                 |                                 |                                 |                                 |                                 |  |   |                       |                       |                       |                       |                       |  |   |                     |                     |                     |                     |                     |  |
|  | 6                                | Liga de Quito                    | 11                               | Fluminense                       | 0                                | 3 | 3 | 0                               | 2                               | 2                               |                                 |                                 |  |   |                       |                       |                       |                       |                       |  |   |                     |                     |                     |                     |                     |  |
|  | 6                                | Liga de Quito                    |                                  |                                  |                                  |   |   |                                 |                                 | 2                               |                                 |                                 |  |   |                       |                       |                       |                       |                       |  |   |                     |                     |                     |                     |                     |  |
|  | 11                               | Fluminense (v)                   | 1                                | 1                                | 2                                |   |   |                                 |                                 |                                 |                                 |                                 |  |   |                       |                       |                       |                       |                       |  |   |                     |                     |                     |                     |                     |  |
|  | 11                               | Fluminense (v)                   | 1                                | 1                                | 2                                |   |   |                                 |                                 |                                 |                                 |                                 |  |   |                       |                       |                       |                       |                       |  |   |                     |                     |                     |                     |                     |  |
|  |                                  |                                  |                                  |                                  |                                  |   |   |                                 |                                 |                                 |                                 |                                 |  |   |                       |                       |                       |                       |                       |  |   |                     |                     |                     |                     |                     |  |

- Nota: En cada llave, el equipo con la menor numeración es el que definió la serie como local.

### Octavos de final
| 13 de septiembre de 2017, 21:45 (UTC-3) | Corinthians | 1:1 (1:0) | Racing Club  | Arena Corinthians, São Paulo                            |                                                         |
|                                         | Maycon 29'  | Reporte   | Triverio 73' | Asistencia: 25 451 espectadores Árbitro(s): Eber Aquino | Asistencia: 25 451 espectadores Árbitro(s): Eber Aquino |

| 20 de septiembre de 2017, 21:45 (UTC-3) | Racing Club | 0:0     | Corinthians | Estadio Presidente Perón, Avellaneda                        |                                                             |
|                                         |             | Reporte |             | Asistencia: 26 000 espectadores Árbitro(s): Leodán González | Asistencia: 26 000 espectadores Árbitro(s): Leodán González |

| 24 de agosto de 2017, 20:45 (UTC-4) | Libertad   | 1:0 (0:0) | Santa Fe | Estadio Defensores del Chaco, Asunción                          |                                                                 |
|                                     | Medina 59' | Reporte   |          | Asistencia: Sin datos de espectadores Árbitro(s): Darío Herrera | Asistencia: Sin datos de espectadores Árbitro(s): Darío Herrera |

| 14 de septiembre de 2017, 19:45 (UTC-5) | Santa Fe    | 1:1 (0:1) | Libertad    | Estadio El Campín, Bogotá                              |                                                        |
|                                         | Tesillo 87' | Reporte   | Cardozo 25' | Asistencia: 15 578 espectadores Árbitro(s): Diego Haro | Asistencia: 15 578 espectadores Árbitro(s): Diego Haro |

| 23 de agosto de 2017, 20:45 (UTC-4) | Nacional      | 1:0 (0:0) | Estudiantes (LP) | Estadio Defensores del Chaco, Asunción                      |                                                             |
|                                     | Caballero 59' | Reporte   |                  | Asistencia: 8 000 espectadores Árbitro(s): Wilson Lamouroux | Asistencia: 8 000 espectadores Árbitro(s): Wilson Lamouroux |

| 19 de septiembre de 2017, 19:15 (UTC-3) | Estudiantes (LP) | 0:1 (0:0) | Nacional    | Estadio Ciudad de La Plata, La Plata                      |                                                           |
|                                         |                  | Reporte   | Jacquet 64' | Asistencia: 35 000 espectadores Árbitro(s): Raphael Claus | Asistencia: 35 000 espectadores Árbitro(s): Raphael Claus |

| 22 de agosto de 2017, 21:45 (UTC-3) | Atlético Tucumán | 1:0 (1:0) | Independiente | Estadio José Fierro, Tucumán                                 |                                                              |
|                                     | L. Rodríguez 42' | Reporte   |               | Asistencia: 30 000 espectadores Árbitro(s): Anderson Daronco | Asistencia: 30 000 espectadores Árbitro(s): Anderson Daronco |

| 12 de septiembre de 2017, 21:45 (UTC-3) | Independiente               | 2:0 (1:0) | Atlético Tucumán | Estadio Libertadores de América, Avellaneda              |                                                          |
|                                         | Fernández 16' · Benítez 83' | Reporte   |                  | Asistencia: 30 000 espectadores Árbitro(s): Andrés Cunha | Asistencia: 30 000 espectadores Árbitro(s): Andrés Cunha |

| 12 de septiembre de 2017, 20:45 (UTC-4) | Cerro Porteño | 0:0     | Junior | Estadio General Pablo Rojas, Asunción                       |                                                             |
|                                         |               | Reporte |        | Asistencia: 40 000 espectadores Árbitro(s): Ricardo Marques | Asistencia: 40 000 espectadores Árbitro(s): Ricardo Marques |

| 19 de septiembre de 2017, 19:45 (UTC-5) | Junior                               | 3:1 (1:0) | Cerro Porteño | Estadio Metropolitano, Barranquilla                       |                                                           |
|                                         | Díaz 40' · Gutiérrez 51' · Chará 80' | Reporte   | Ruiz 90+2'    | Asistencia: 33 416 espectadores Árbitro(s): Darío Herrera | Asistencia: 33 416 espectadores Árbitro(s): Darío Herrera |

| 13 de septiembre de 2017, 19:15 (UTC-3) | Sport Recife                               | 3:1 (2:0) | Ponte Preta        | Estadio Ilha do Retiro, Recife                             |                                                            |
|                                         | Ronaldo Alves 7' · Rithely 44' · André 75' | Reporte   | Felipe Saraiva 82' | Asistencia: 6 255 espectadores Árbitro(s): Gustavo Murillo | Asistencia: 6 255 espectadores Árbitro(s): Gustavo Murillo |

| 20 de septiembre de 2017, 19:15 (UTC-3) | Ponte Preta | 1:0 (1:0) | Sport Recife | Estadio Moisés Lucarelli, Campinas                        |                                                           |
|                                         | Lucca 16'   | Reporte   |              | Asistencia: 3 890 espectadores Árbitro(s): Roddy Zambrano | Asistencia: 3 890 espectadores Árbitro(s): Roddy Zambrano |

| 13 de septiembre de 2017, 19:15 (UTC-3) | Chapecoense | 0:0     | Flamengo | Arena Condá, Chapecó                                   |                                                        |
|                                         |             | Reporte |          | Asistencia: 9 702 espectadores Árbitro(s): Gery Vargas | Asistencia: 9 702 espectadores Árbitro(s): Gery Vargas |

| 20 de septiembre de 2017, 19:15 (UTC-3) | Flamengo                                                     | 4:0 (2:0) | Chapecoense | Estadio Ilha do Urubu, Río de Janeiro                        |                                                              |
|                                         | Cuéllar 6' · Willian Arão 21' · Juan 62' · Lucas Paquetá 88' | Reporte   |             | Asistencia: 15 030 espectadores Árbitro(s): Michael Espinoza | Asistencia: 15 030 espectadores Árbitro(s): Michael Espinoza |

| 14 de septiembre de 2017, 19:15 (UTC-3) | Fluminense | 1:0 (1:0) | Liga de Quito | Estadio de Maracaná, Río de Janeiro                        |                                                            |
|                                         | Scarpa 6'  | Reporte   |               | Asistencia: 45 977 espectadores Árbitro(s): Julio Quintana | Asistencia: 45 977 espectadores Árbitro(s): Julio Quintana |

| 21 de septiembre de 2017, 17:15 (UTC-5) | Liga de Quito             | 2:1 (0:0) | Fluminense | Estadio Casa Blanca, Quito                                     |                                                                |
|                                         | Barcos 57' · Cevallos 60' | Reporte   | Pedro 86'  | Asistencia: 29 000 espectadores Árbitro(s): Fernando Rapallini | Asistencia: 29 000 espectadores Árbitro(s): Fernando Rapallini |

### Cuartos de final
| 24 de octubre de 2017, 21:45 (UTC-3) | Libertad    | 1:0 (1:0) | Racing Club | Estadio Defensores del Chaco, Asunción                    |                                                           |
|                                      | Salcedo 25' | Reporte   |             | Asistencia: 15 000 espectadores Árbitro(s): Raphael Claus | Asistencia: 15 000 espectadores Árbitro(s): Raphael Claus |

| 1 de noviembre de 2017, 19:15 (UTC-3) | Racing Club | 0:0     | Libertad | Estadio Presidente Perón, Avellaneda                         |                                                              |
|                                       |             | Reporte |          | Asistencia: 30 000 espectadores Árbitro(s): Anderson Daronco | Asistencia: 30 000 espectadores Árbitro(s): Anderson Daronco |

| 25 de octubre de 2017, 19:15 (UTC-3) | Nacional      | 1:4 (1:1) | Independiente                                  | Estadio Defensores del Chaco, Asunción                    |                                                           |
|                                      | Caballero 33' | Reporte   | Meza 27' · Fernández 48', 70' · Albertengo 76' | Asistencia: 7000 espectadores Árbitro(s): Leodán González | Asistencia: 7000 espectadores Árbitro(s): Leodán González |

| 2 de noviembre de 2017, 19:15 (UTC-3) | Independiente                | 2:0 (0:0) | Nacional | Estadio Libertadores de América, Avellaneda                |                                                            |
|                                       | Martínez 51' · Gigliotti 66' | Reporte   |          | Asistencia: 38 000 espectadores Árbitro(s): Roddy Zambrano | Asistencia: 38 000 espectadores Árbitro(s): Roddy Zambrano |

| 26 de octubre de 2017, 20:45 (UTC-3) | Sport Recife | 0:2 (0:0) | Junior            | Estadio Ilha do Retiro, Recife                                 |                                                                |
|                                      |              | Reporte   | González 70', 85' | Asistencia: 27 014 espectadores Árbitro(s): Fernando Rapallini | Asistencia: 27 014 espectadores Árbitro(s): Fernando Rapallini |

| 2 de noviembre de 2017, 19:45 (UTC-5) | Junior | 0:0     | Sport Recife | Estadio Metropolitano, Barranquilla                          |                                                              |
|                                       |        | Reporte |              | Asistencia: 35 464 espectadores Árbitro(s): Daniel Fedorczuk | Asistencia: 35 464 espectadores Árbitro(s): Daniel Fedorczuk |

| 25 de octubre de 2017, 21:45 (UTC-2) | Fluminense | 0:1 (0:1) | Flamengo    | Estadio de Maracaná, Río de Janeiro                             |                                                                 |
|                                      |            | Reporte   | Éverton 26' | Asistencia: 50 945 espectadores Árbitro(s): Mario Díaz de Vivar | Asistencia: 50 945 espectadores Árbitro(s): Mario Díaz de Vivar |

| 1 de noviembre de 2017, 21:45 (UTC-2) | Flamengo                                       | 3:3 (1:2) | Fluminense                                | Estadio de Maracaná, Río de Janeiro                          |                                                              |
|                                       | Diego 9' · Felipe Vizeu 67' · Willian Arão 83' | Reporte   | Lucas Marques 2' · Renato Chaves 40', 54' | Asistencia: 51 087 espectadores Árbitro(s): Patricio Loustau | Asistencia: 51 087 espectadores Árbitro(s): Patricio Loustau |

### Semifinales
| 21 de noviembre de 2017, 21:15 (UTC-3) | Libertad   | 1:0 (1:0) | Independiente | Estadio Defensores del Chaco, Asunción                      |                                                             |
|                                        | Cardozo 1' | Reporte   |               | Asistencia: 30 000 espectadores Árbitro(s): Víctor Carrillo | Asistencia: 30 000 espectadores Árbitro(s): Víctor Carrillo |

| 28 de noviembre de 2017, 21:15 (UTC-3) | Independiente                         | 3:1 (3:1) | Libertad   | Estadio Libertadores de América, Avellaneda                |                                                            |
|                                        | Barco 16' (pen.) · Gigliotti 18', 30' | Reporte   | Lucena 24' | Asistencia: 47 560 espectadores Árbitro(s): Roddy Zambrano | Asistencia: 47 560 espectadores Árbitro(s): Roddy Zambrano |

| 23 de noviembre de 2017, 21:45 (UTC-2) | Flamengo                    | 2:1 (0:1) | Junior        | Estadio de Maracaná, Río de Janeiro                     |                                                         |
|                                        | Juan 75' · Felipe Vizeu 81' | Reporte   | Gutiérrez 20' | Asistencia: 61 804 espectadores Árbitro(s): José Argote | Asistencia: 61 804 espectadores Árbitro(s): José Argote |

| 30 de noviembre de 2017, 19:30 (UTC-5) | Junior | 0:2 (0:0) | Flamengo                | Estadio Metropolitano, Barranquilla                       |                                                           |
|                                        |        | Reporte   | Felipe Vizeu 51', 90+1' | Asistencia: 40 036 espectadores Árbitro(s): Roberto Tobar | Asistencia: 40 036 espectadores Árbitro(s): Roberto Tobar |

### Final

#### Ida
| 6 de diciembre de 2017, 20:45 (UTC-3) | Independiente            | 2:1 (1:1) | Flamengo | Estadio Libertadores de América, Avellaneda                     |                                                                 |
|                                       | Gigliotti 28' · Meza 52' | Reporte   | Réver 8' | Asistencia: 52 000 espectadores Árbitro(s): Mario Díaz de Vivar | Asistencia: 52 000 espectadores Árbitro(s): Mario Díaz de Vivar |

| 25         | POR        | Martín Campaña     |     |
| 16         | DEF        | Fabricio Bustos    |     |
| 2          | DEF        | Alan Franco        | 84' |
| 5          | DEF        | Gastón Silva       |     |
| 3          | DEF        | Nicolás Tagliafico |     |
| 15         | MED        | Diego Rodríguez    |     |
| 6          | MED        | Juan Sánchez Miño  |     |
| 8          | MED        | Maximiliano Meza   | 78' |
| 27         | MED        | Esequiel Barco     |     |
| 7          | MED        | Martín Benítez     | 72' |
| 9          | DEL        | Emmanuel Gigliotti |     |
| Entrenador | Entrenador | Ariel Holan        |     |

| 24         | POR        | César           |     |
| 21         | DEF        | Pará            |     |
| 15         | DEF        | Réver           |     |
| 4          | DEF        | Juan            |     |
| 13         | DEF        | Miguel Trauco   |     |
| 5          | MED        | Willian Arão    |     |
| 26         | MED        | Gustavo Cuéllar |     |
| 7          | MED        | Éverton Ribeiro |     |
| 10         | MED        | Diego           | 72' |
| 29         | MED        | Lucas Paquetá   | 56' |
| 25         | DEL        | Felipe Vizeu    |     |
| Entrenador | Entrenador | Reinaldo Rueda  |     |

| 24 | DEL | Juan Manuel Martínez | 72' |
| 29 | MED | Nicolás Domingo      | 78' |
| 14 | DEF | Fernando Amorebieta  | 84' |

| 22 | MED | Éverton         | 56' |
| 20 | DEL | Vinícius Júnior | 72' |

| Anotado | 28' | Emmanuel Gigliotti | 1:1 |
| Anotado | 52' | Maximiliano Meza   | 2:1 |

| Anotado | 8' | Réver | 0:1 |

| Amonestado | 19' | Nicolás Tagliafico  |
| Amonestado | 85' | Fernando Amorebieta |
| Amonestado | 90' | Fabricio Bustos     |

| Amonestado | 25' | Diego |

| Árbitro              | Mario Díaz de Vivar |
| Árbitros asistentes  | Milcíades Saldívar  |
| Árbitros asistentes  | Darío Gaona         |
| Cuarto árbitro       | Eber Aquino         |
| Adicionales VAR      | Enrique Cáceres     |
| Adicionales VAR      | Roddy Zambrano      |
| Adicionales VAR      | Eduardo Cardozo     |
| Asesor internacional | Alberto Tejada      |
| Comisión de árbitros | Wilson Seneme       |

| 25         | POR        | Martín Campaña     |     |
| 16         | DEF        | Fabricio Bustos    |     |
| 2          | DEF        | Alan Franco        | 84' |
| 5          | DEF        | Gastón Silva       |     |
| 3          | DEF        | Nicolás Tagliafico |     |
| 15         | MED        | Diego Rodríguez    |     |
| 6          | MED        | Juan Sánchez Miño  |     |
| 8          | MED        | Maximiliano Meza   | 78' |
| 27         | MED        | Esequiel Barco     |     |
| 7          | MED        | Martín Benítez     | 72' |
| 9          | DEL        | Emmanuel Gigliotti |     |
| Entrenador | Entrenador | Ariel Holan        |     |

| 24         | POR        | César           |     |
| 21         | DEF        | Pará            |     |
| 15         | DEF        | Réver           |     |
| 4          | DEF        | Juan            |     |
| 13         | DEF        | Miguel Trauco   |     |
| 5          | MED        | Willian Arão    |     |
| 26         | MED        | Gustavo Cuéllar |     |
| 7          | MED        | Éverton Ribeiro |     |
| 10         | MED        | Diego           | 72' |
| 29         | MED        | Lucas Paquetá   | 56' |
| 25         | DEL        | Felipe Vizeu    |     |
| Entrenador | Entrenador | Reinaldo Rueda  |     |

| 24 | DEL | Juan Manuel Martínez | 72' |
| 29 | MED | Nicolás Domingo      | 78' |
| 14 | DEF | Fernando Amorebieta  | 84' |

| 22 | MED | Éverton         | 56' |
| 20 | DEL | Vinícius Júnior | 72' |

| Anotado | 28' | Emmanuel Gigliotti | 1:1 |
| Anotado | 52' | Maximiliano Meza   | 2:1 |

| Anotado | 8' | Réver | 0:1 |

| Amonestado | 19' | Nicolás Tagliafico  |
| Amonestado | 85' | Fernando Amorebieta |
| Amonestado | 90' | Fabricio Bustos     |

| Amonestado | 25' | Diego |

| Árbitro              | Mario Díaz de Vivar |
| Árbitros asistentes  | Milcíades Saldívar  |
| Árbitros asistentes  | Darío Gaona         |
| Cuarto árbitro       | Eber Aquino         |
| Adicionales VAR      | Enrique Cáceres     |
| Adicionales VAR      | Roddy Zambrano      |
| Adicionales VAR      | Eduardo Cardozo     |
| Asesor internacional | Alberto Tejada      |
| Comisión de árbitros | Wilson Seneme       |

#### Vuelta
| 13 de diciembre de 2017, 21:45 (UTC-2) | Flamengo          | 1:1 (1:1) | Independiente    | Estadio de Maracaná, Río de Janeiro                       |                                                           |
|                                        | Lucas Paquetá 29' | Reporte   | Barco 39' (pen.) | Asistencia: 54.963 espectadores Árbitro(s): Wilmar Roldán | Asistencia: 54.963 espectadores Árbitro(s): Wilmar Roldán |

| 24         | POR        | César           |     |
| 21         | DEF        | Pará            |     |
| 15         | DEF        | Réver           |     |
| 4          | DEF        | Juan            |     |
| 13         | DEF        | Miguel Trauco   | 54' |
| 5          | MED        | Willian Arão    |     |
| 26         | MED        | Gustavo Cuéllar | 78' |
| 22         | MED        | Éverton         |     |
| 10         | MED        | Diego           |     |
| 29         | MED        | Lucas Paquetá   | 84' |
| 25         | DEL        | Felipe Vizeu    |     |
| Entrenador | Entrenador | Reinaldo Rueda  |     |

| 25         | POR        | Martín Campaña      |     |
| 16         | DEF        | Fabricio Bustos     | 84' |
| 2          | DEF        | Alan Franco         |     |
| 14         | DEF        | Fernando Amorebieta |     |
| 3          | DEF        | Nicolás Tagliafico  |     |
| 29         | MED        | Nicolás Domingo     |     |
| 15         | MED        | Diego Rodríguez     |     |
| 8          | MED        | Maximiliano Meza    | 82' |
| 7          | MED        | Martín Benítez      | 33' |
| 27         | MED        | Esequiel Barco      |     |
| 9          | DEL        | Emmanuel Gigliotti  |     |
| Entrenador | Entrenador | Ariel Holan         |     |

| 20 | DEL | Vinícius Júnior | 54' |
| 7  | MED | Éverton Ribeiro | 78' |
| 16 | DEL | Lincoln         | 84' |

| 18 | DEL | Lucas Albertengo  | 33' |
| 6  | MED | Juan Sánchez Miño | 82' |
| 5  | DEF | Gastón Silva      | 84' |

| Anotado | 29' | Lucas Paquetá | 1:0 |

| Anotado · Penal | 39' | Esequiel Barco | 1:1 |

| Amonestado | 73' | Éverton         |
| Amonestado | 77' | Vinícius Júnior |
| Amonestado | 90' | Juan            |

| Amonestado | 72' | Lucas Albertengo |
| Amonestado | 77' | Maximiliano Meza |
| Amonestado | 79' | Martín Campaña   |
| Amonestado | 87' | Ezequiel Barco   |

| Árbitro              | Wilmar Roldán       |
| Árbitros asistentes  | Alexander Guzmán    |
| Árbitros asistentes  | Cristian de la Cruz |
| Cuarto árbitro       | Gustavo Murillo     |
| Adicionales VAR      | Daniel Fedorczuk    |
| Adicionales VAR      | Roberto Tobar       |
| Adicionales VAR      | Nicolás Tarán       |
| Asesor internacional | Darío Ubríaco       |
| Comisión de árbitros | Wilson Seneme       |

| 24         | POR        | César           |     |
| 21         | DEF        | Pará            |     |
| 15         | DEF        | Réver           |     |
| 4          | DEF        | Juan            |     |
| 13         | DEF        | Miguel Trauco   | 54' |
| 5          | MED        | Willian Arão    |     |
| 26         | MED        | Gustavo Cuéllar | 78' |
| 22         | MED        | Éverton         |     |
| 10         | MED        | Diego           |     |
| 29         | MED        | Lucas Paquetá   | 84' |
| 25         | DEL        | Felipe Vizeu    |     |
| Entrenador | Entrenador | Reinaldo Rueda  |     |

| 25         | POR        | Martín Campaña      |     |
| 16         | DEF        | Fabricio Bustos     | 84' |
| 2          | DEF        | Alan Franco         |     |
| 14         | DEF        | Fernando Amorebieta |     |
| 3          | DEF        | Nicolás Tagliafico  |     |
| 29         | MED        | Nicolás Domingo     |     |
| 15         | MED        | Diego Rodríguez     |     |
| 8          | MED        | Maximiliano Meza    | 82' |
| 7          | MED        | Martín Benítez      | 33' |
| 27         | MED        | Esequiel Barco      |     |
| 9          | DEL        | Emmanuel Gigliotti  |     |
| Entrenador | Entrenador | Ariel Holan         |     |

| 20 | DEL | Vinícius Júnior | 54' |
| 7  | MED | Éverton Ribeiro | 78' |
| 16 | DEL | Lincoln         | 84' |

| 18 | DEL | Lucas Albertengo  | 33' |
| 6  | MED | Juan Sánchez Miño | 82' |
| 5  | DEF | Gastón Silva      | 84' |

| Anotado | 29' | Lucas Paquetá | 1:0 |

| Anotado · Penal | 39' | Esequiel Barco | 1:1 |

| Amonestado | 73' | Éverton         |
| Amonestado | 77' | Vinícius Júnior |
| Amonestado | 90' | Juan            |

| Amonestado | 72' | Lucas Albertengo |
| Amonestado | 77' | Maximiliano Meza |
| Amonestado | 79' | Martín Campaña   |
| Amonestado | 87' | Ezequiel Barco   |

| Árbitro              | Wilmar Roldán       |
| Árbitros asistentes  | Alexander Guzmán    |
| Árbitros asistentes  | Cristian de la Cruz |
| Cuarto árbitro       | Gustavo Murillo     |
| Adicionales VAR      | Daniel Fedorczuk    |
| Adicionales VAR      | Roberto Tobar       |
| Adicionales VAR      | Nicolás Tarán       |
| Asesor internacional | Darío Ubríaco       |
| Comisión de árbitros | Wilson Seneme       |

|                                  |
| Bandera de Argentina             |
| Campeón Independiente 2.º título |

## Estadísticas

### Goleadores
| Jugador             | Club                 | Goles | PJ |
| ------------------- | -------------------- | ----- | -- |
| Luis Rodríguez      | Atlético Tucumán     | 5     | 4  |
| Jhon Cifuente       | Universidad Católica | 5     | 4  |
| Felipe Vizeu        | Flamengo             | 5     | 8  |
| Maximiliano Freitas | Oriente Petrolero    | 4     | 4  |
| Óscar Cardozo       | Libertad             | 4     | 6  |
| Leandro Fernández   | Independiente        | 4     | 7  |
| Henrique Dourado    | Fluminense           | 4     | 7  |
| André               | Sport Recife         | 4     | 7  |
| Emanuel Gigliotti   | Independiente        | 4     | 8  |
| Santiago Salcedo    | Libertad             | 4     | 8  |

### Asistentes
| Jugador          | Club             | Asistencias |
| ---------------- | ---------------- | ----------- |
| Jorge Rojas      | Cerro Porteño    | 4           |
| Éverton          | Flamengo         | 4           |
| Miguel Trauco    | Flamengo         | 3           |
| Esequiel Barco   | Independiente    | 3           |
| Rodrigo Aliendro | Atlético Tucumán | 3           |